# Ванхавермат, Жюстин
Жюстин Ванхавермат (нидерл. Justine Vanhaevermaet; род. 29 марта 1992 или 29 апреля 1992, Бельгия) — бельгийская футболистка, полузащитник английского клуба «Эвертон» и сборной Бельгии.

## Карьера в клубе
Ванхавермает начала свою карьеру в «Синаай Герлз» из Васланд-Беверена. С 2012 года играла сначала за «Андерлехт», а затем за «Льерс СК» в совместной бельгийско-нидерландской «Би-Эн-Лиге». После недолгого пребывания в клубе «Бундеслиги» «Санд» в 2019 году перешла в норвежский клуб первого дивизиона «Рёа», а в 2020 году — в клуб-соперник «Лиллестрём», с которым вышла в 1/8 финала Лиги чемпионов УЕФА 2020/2021 годов.
17 августа 2021 года английский «Ридинг» объявил о подписании двухлетнего контракта с бельгийской футболисткой.
3 августа 2023 года было объявлено, что Ванхавермат подписала с «Эвертоном» контракт на два года. 18 июня 2025 года руководство «Эвертона» подтвердило, что она покинет клуб по истечении срока контракта.

## Карьера в сборной
14 августа 2013 года Жюстин впервые вышла на замену в составе взрослой сборной Бельгии в товарищеском матче против Австрии.
Принимала участие в финальной части чемпионата Европы 2022 года. Выходила в стартовом составе в четырёх матчах своей команды. Бельгийки завершили выступление на турнире поражением от Швеции со счётом 0:1 в четвертьфинале.
В июне 2025 года была заявлена в сборную Финляндии для участия в чемпионате Европы. Во втором матче против Испании забила гол, но Бельгия уступила со счётом 2:6.

## Достижения
- Чемпион Бельгии 2017/2018 годов;
- Обладательница Кубка Бельгии 2010/2011, 2012/2013, 2014/2015 годов.